# بياتريز باتاردا
بياتريز باتاردا (بالبرتغالية: Beatriz Batarda‏) هي ممثلة برتغالية، ولدت في 1 أبريل 1974 بلندن في المملكة المتحدة.

## أعمال

### أفلام
- (2013) قطار المساء إلى لشبونة[4]

## وصلات خارجية
- بياتريز باتاردا على موقع IMDb (الإنجليزية)
- بياتريز باتاردا على موقع ألو سيني (الفرنسية)
- بياتريز باتاردا على موقع ميوزك برينز (الإنجليزية)
- بياتريز باتاردا على موقع أول موفي (الإنجليزية)
- بياتريز باتاردا على موقع قاعدة بيانات الأفلام السويدية (السويدية)
- بياتريز باتاردا على موقع قاعدة بيانات الفيلم (الإنجليزية)
- بياتريز باتاردا على موقع كينوبويسك (الروسية)